# Hemicycla melchori
Hemicycla melchori is een slakkensoort uit de familie van de Helicidae. De wetenschappelijke naam van de soort is voor het eerst geldig gepubliceerd in 2008 door Ricardo en Rodolfo Vega-Luz.